# Saperda populnea
Saperda populnea là một loài bọ cánh cứng trong họ Cerambycidae.

## Hình ảnh

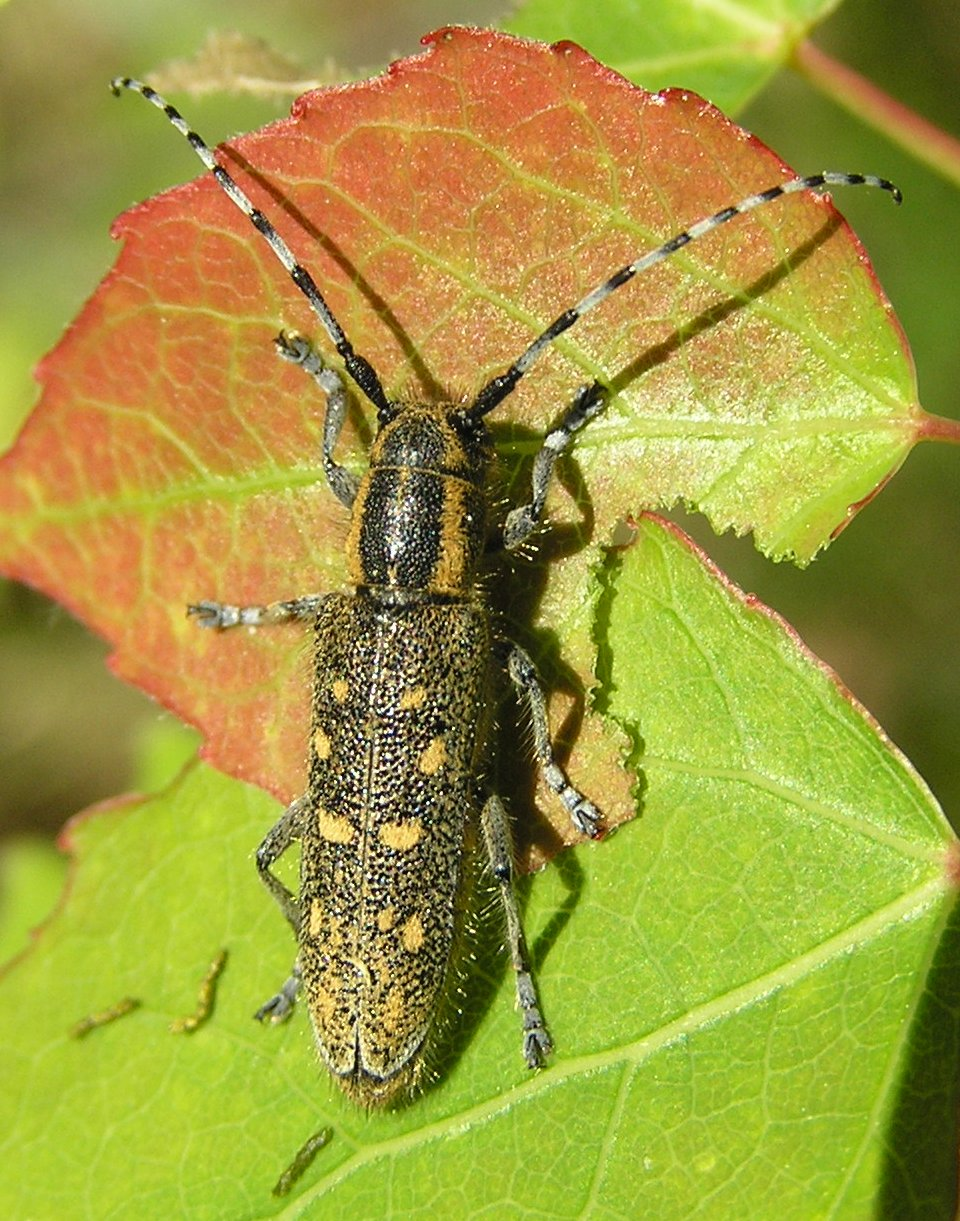
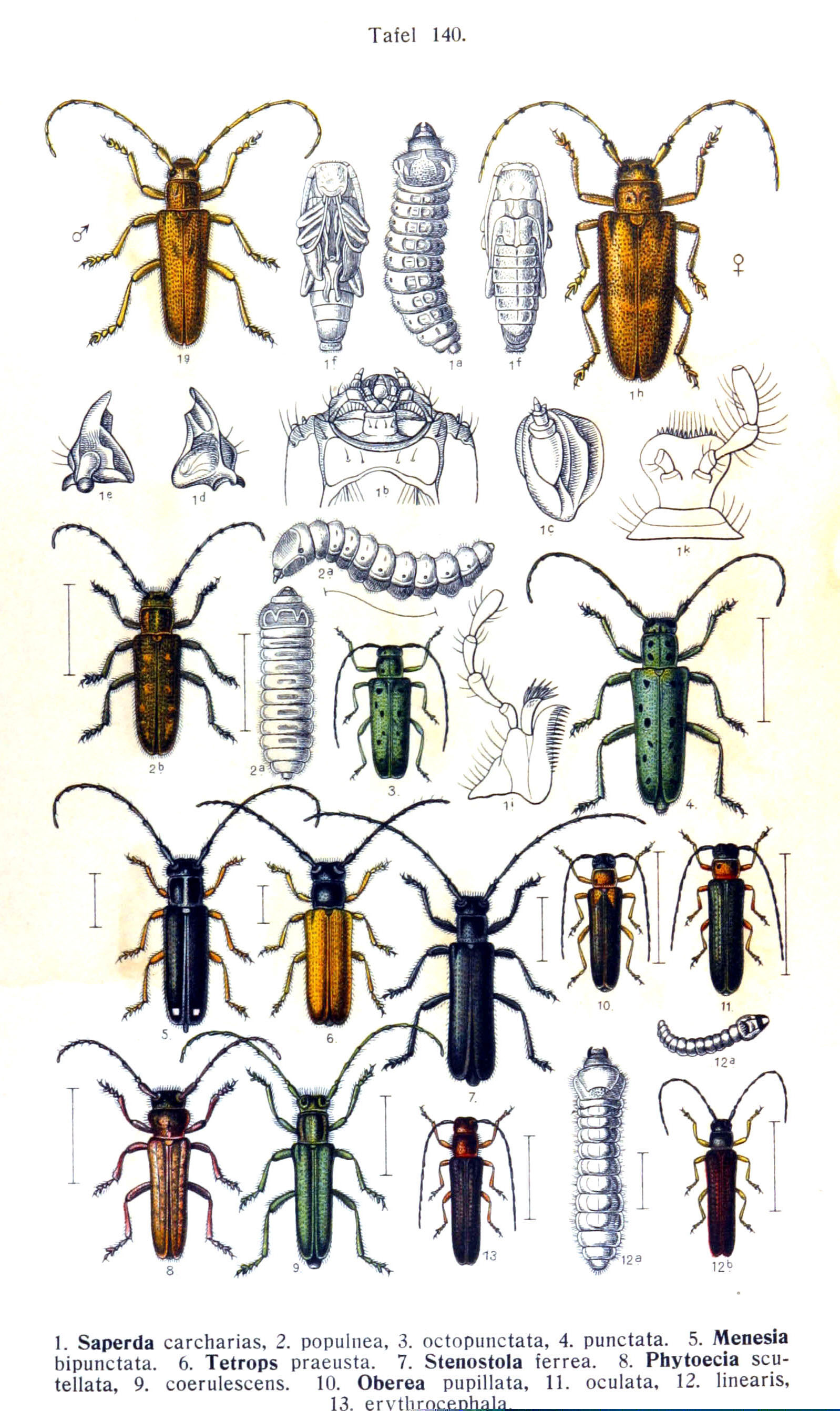
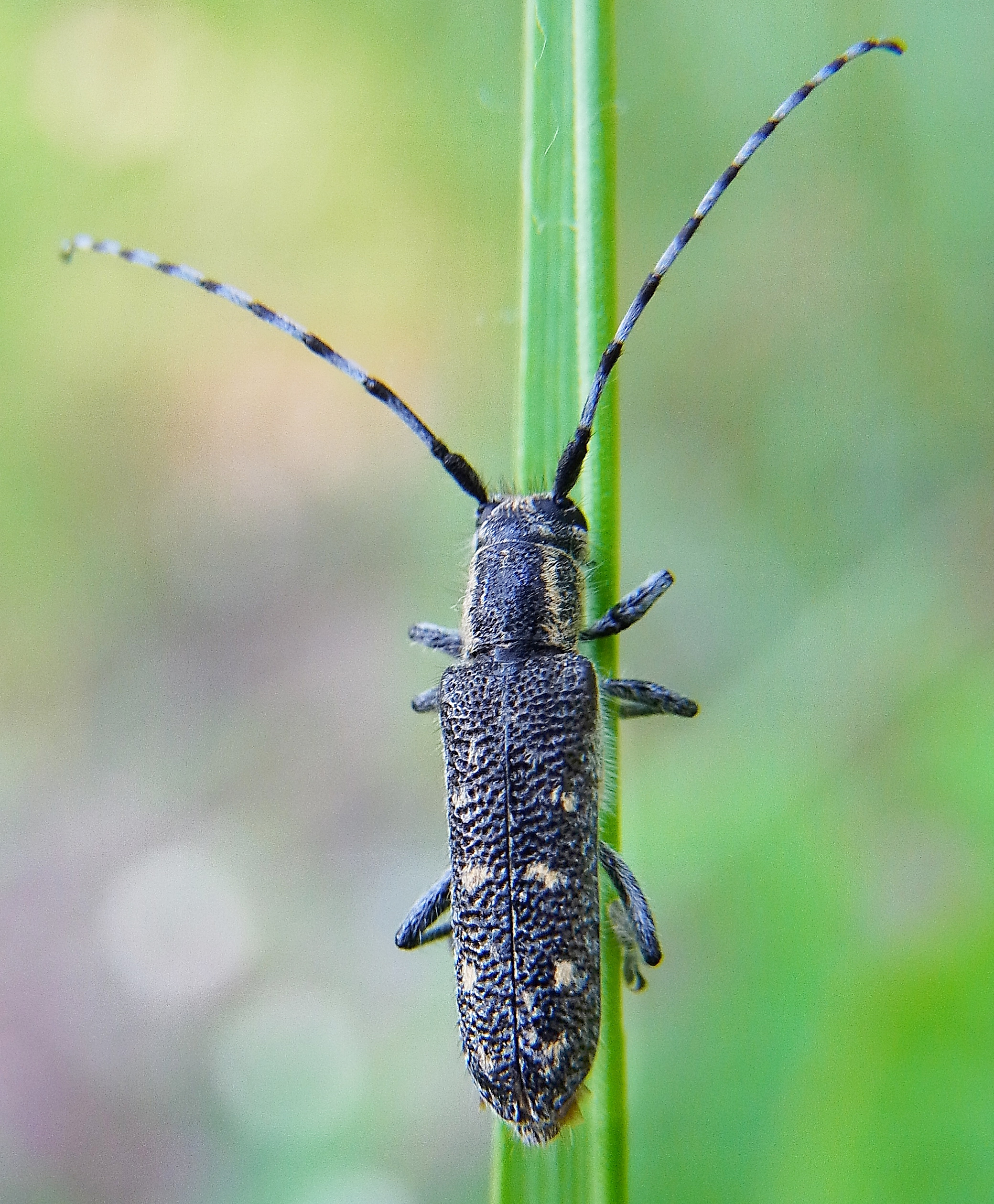
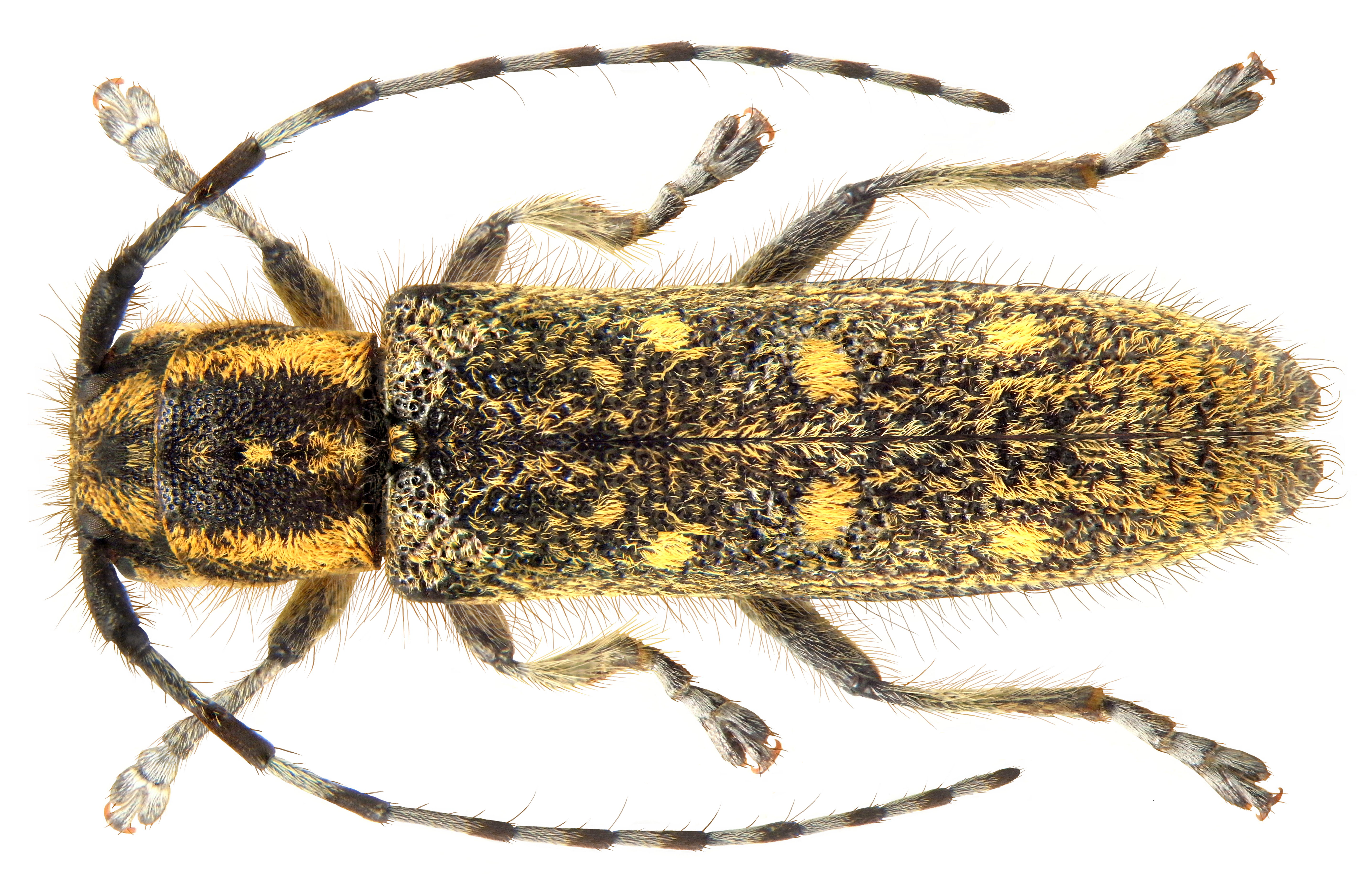